# Риккарди, Далибор
Далибор Риккарди (итал. Dalibor Riccardi; род. 4 сентября 1983, Борго-Маджоре) — политический и государственный деятель Сан-Марино, капитан-регент Сан-Марино вместе с Франческой Чиверкья с 1 октября 2024 года по 1 апреля 2025 года. В прошлом — футболист, выступавший на позиции защитника.

## Биография
Далибор Риккарди родился в Борго-Маджоре в сентябре 1983 года в семье крупного политика страны Марино Риккарди, который впоследствии трижды занимал пост капитана-регента Сан-Марино.
По окончании школы учился в Италии в Урбинском университете в Урбино, где получил диплом по юриспруденции. Далее он работал в частной компании. В это же время он увлекается спортом. Выступал на позиции защитника в футболе в нескольких командах Сан-Марино в национальном чемпионате в течение восьми лет.
Тогда же он увлёкся политикой, вступил в Партию социалистов и демократов, членом которой был его отец. В 2010 году он был избран в совет Серравалле.
По результатам парламентских выборов 2016 года избран в Генеральный совет Сан-Марино. Через два года Далибор покинул партию и занялся организацией новой партией Libera San Marino, председателем которой он был избран на учредительном съезде.
11 сентября 2024 года правление Libera выдвинуло Далибора Риккарди кандидатом в капитаны-регенты Сан-Марино на срок с 1 октября до 1 апреля 2025 года. Ранее PDCS выдвинула Франческу Чиверкья. 16 сентября Генеральный совет Сан-Марино избрал их капитанами-регентами Сан-Марино. 1 октября Риккарди и Чиверкья торжественно вступили в должность.